# Pit (Kid Icarus)
Pit (ピット, Pitto?) is een videospelpersonage en de held in Nintendo's Kid Icarus-serie. Hij is Palutena's meest betrouwbare dienaar, de kapitein van haar leger en haar koninklijke bodyguard.

## Verschijningen

### Kid Icarus series
In Kid Icarus, begon Pit als een jonge engel die gevangen zat in de onderwereld. Hij had de opdracht gekregen van Palutena, de gevangengenomen godin van het licht, om Medusa te verslaan, de godin van het duister. Pit draagt op dit moment de drie heilige schatten (de Pegasus Wings, Mirror Shield, en Light Arrows), maar Medusa stuurt een leger met een verpulverende kracht, die Angel Land en Palutena's luchtpaleis bedreigen en de schatten stelen. Pit gaat met zijn magische boog op pad om de schatten terug te halen en de vrede te herstellen.
In Kid Icarus: Of Myths and Monsters, krijgt Pit training voor de verdediging van Angel Land tegen een invasie van demonen geleid door de kwade Orcos. Zijn training draait ook om het terugkrijgen van de drie heilige schatten, want Palutena vertrouwde ze toe aan de fortbewakers. Om Orcos's plannen te stoppen, gaat Pit op pad om zo de drie heilige schatten terug te krijgen.
In Kid Icarus: Uprising, keert Medusa na 25 jaar terug en is ze uit op wraak. Het is nu aan Pit en de godin Palutena om de invasie door de onderwereld zo snel mogelijk te stoppen. Intussen mengen heel wat andere legers en individuen zich in de strijd en moet Pit met behulp van de Power of Flight en een stel nieuwe wapens het steeds meer ingewikkeld wordende conflict proberen op te lossen.

### Captain N: The Game Master
Pit was een van de hoofdpersonages in de tekenfilm Captain N: The Game Master, en zijn stem werd ingesproken door Alessandro Juliani. In de serie is hij een lid van het N-Team, een groep die vooral bestaat uit video-spel personages. Ze beschermen samen Video Land tegen verschillende slechteriken zoals Mother Brain en de Eggplant Wizard. Net zoals in de Kid Icarus spellen, is Pit bewapend met een magische boog, maar heeft elke pijl die hij afschiet een speciale kracht. Hij vloog ook altijd, iets dat in de spellen alleen kon gebeuren als hij de Wings of Pegasus had.
In de tekenfilm wordt het personage niet eens Pit genoemd; hij wordt "Kid Icarus" genoemd. Hij voegt ook vaak "-icus" toe aan woorden, hoewel dit meer een karaktertrekje is, dan iets met een bepaalde betekenis.
Deze versie van Pit verscheen ook in de Captain N stripverhalen.

### Super Smash Bros. Brawl
Na een lange absentie als speelbaar personage (bijna zestien jaar), werd op de E3 van 2006 aangekondigd dat Pit mee ging doen in Nintendo's vechtspel, Super Smash Bros. Brawl voor de Wii. Pit's hoofdwapen is zijn boog, die ook wel de "Sacred Bow of Palutena" wordt genoemd.
In de eerste trailer van Super Smash Bros. Brawl, schoot Pit lichtpijlen uit zijn boog. De boog werd later veranderd in twee korte messen voor een gevecht van dichtbij (dit was niet mogelijk in eerdere Kid Icarus spellen). Ook flapperde hij meerdere keren met zijn vleugels waardoor hij meerdere sprongen kon maken, en op de officiële Smash Bros. website is te lezen dat het traject van Pits pijlen te bepalen is. Zijn Boven-B aanval heet Wings of Icarus. Hoewel het effect hiervan nog niet duidelijk is, lijkt het erop dat Pit hierdoor kan vliegen. Zijn Final Smash "Palutena's Army" stuurt vele Centurions om de tegenstanders aan te vallen, maar elke Centurion valt maar één keer aan en gaat dan dood.
Pit was ook te zien in een korte trailer voor het spel. In deze trailer kreeg hij zijn boog van Palutena (hierdoor kan Pit waarschijnlijk zijn boog transformeren). Dan gaat Pit voor een deur staan die opent en laat hij zich achterover vallen. Hij vliegt door de lucht, op naar 'de wereld van Smash Bros'. Deze trailer is deel van de spelmode 'The Subspace Emissary'.

### Bijverschijningen
- Tetris (NES) - 1989 - Pit bespeelt een viool wanneer de speler Game B op snelheid 9 en hoogte 5 uitspeelt.
- F-1 Race (Game Boy) - 1990 - Voor het begin van baan 8, juicht Pit de speler toe. Hij is ook te zien in het eindfilmpje.
- Super Smash Bros. Melee (GameCube) - 2001 - Pit was een van de trofeeën die verdiend konden worden in het spel.
- WarioWare: Twisted! (Game Boy Advance) - 2005 - In een van 9-volt's spelletjes, dirigeert de speler Pit van links naar rechts om zo slangen en andere objecten te ontwijken. Het liedje van Kid Icarus is een ontgrendelbaar nummer in het spel. Wanneer de cursor op het nummer wordt geplaatst is de beschrijvingstekst: "This is the closest thing to a sequel you're gonna get! Har har!"
- WarioWare: Smooth Moves (Wii) - 2007 - In het dirigent-spelletje, bespeelt Pit een cello. Ook is het Kid Icarus liedje een van de nummers die gedirigeerd moeten worden.
- WarioWare: D.I.Y. Showcase (Wii) - 2010 - In een van 18-volt's spelletjes, moet je 1 t/m 4 potten breken met the stylus.
- WarioWare: D.I.Y. (DS) - 2010 - Een van 9-volt's muziek is een remix van het thema

## Personage Ontwerp
Pit is lichtelijk afgeleid van Icarus en Eros; figuren uit de Griekse mythologie. Pit draagt ook kleren terwijl hij een engel is, dit verwijst naar Perseus, Bellerophon en Hercules, waarvan de laatste ook een beschermengel was. Pits design is weinig veranderd in al die jaren, aangezien alleen maar elementen werden toegevoegd die met de mythologie te maken hebben (zoals sandalen). Pits hoofdwapen is zijn pijl-en-boog. In Kid Icarus: Of Myths and Monsters, had Pit voor het eerst een lauwerkrans en werd duidelijk dat hij een blauwe oogkleur had. Op de Super Smash Bros. Brawl-website staat vermeld dat Pit een engel is die niet kan vliegen.
Door de evolutie van het personage, werd zijn uiterlijk in Super Smash Bros. Brawl zo aangepast dat er oude aspecten in terugkwamen maar ook nieuwe ideeën. Pit heeft nu een wat minder kinderachtige uitstraling dan in de voorgaande spellen. Net als Link, blijkt ook Pit linkshandig. Nintendo heeft Pits nieuwe uiterlijk omschreven als "een grote stap voorwaarts in zijn evolutie".